# Мацарели (Алесандрија)
Мацарели је насеље у Италији у округу Алесандрија, региону Пијемонт.
Према процени из 2011. у насељу је живело 131 становника. Насеље се налази на надморској висини од 361 м.